# Grabmal von Brentano di Tremezzo
Das Grabmal von Brentano di Tremezzo ist ein Kulturdenkmal und Ehrengrab in Darmstadt.

## Geschichte und Beschreibung
Das Grabmal der Familie von Brentano di Tremezzo besteht aus einem – einer Schwurhand ähnlichen – gestaffelt geschnittenen Naturstein, der sich nach oben verjüngt.
Im Zentrum des Grabstein befindet sich ein Reliefmedaillon.
Das Grabmal gehört stilistisch zum Expressionismus.
In diesem Grab ruhen Heinrich von Brentano di Tremezzo und Otto von Brentano di Tremezzo.
Grabstelle: Waldfriedhof Darmstadt R 12b 57